# Gare d’Oulchy - Breny
Gare d’Oulchy - Breny vasútállomás Franciaországban, Breny településen.

## Vasútvonalak
Az állomást az alábbi vasútvonalak érintik:
- Trilport-Bazoches-vasútvonal

## Kapcsolódó állomások
A vasútállomáshoz az alábbi állomások vannak a legközelebb: